# 폭발물
폭발물(爆發物)은 자극이나 충격에 의해 폭발을 일으키게 하는 물질이나 물체를 말한다. 안정성의 관점에서 불특성 다수의 사람이 들어가는 시설, 대중 교통기관에 반입이 제한될 뿐만 아니라 위험도에 따라 제조와 이동도 일부 규제한다.

## 화학 폭발물의 호환 그룹

폭발물 경고

아래에는 유엔과 국가 USDOT와 같은 곳에서 쓰인다:
- 1.1: 대형 폭발의 위험이 있다.
- 1.2: 대형이 아닌 폭발이며 파편이 남을 수 있다.
- 1.3: 대형 화재이며 사소한 폭발이나 파편의 위험이 있다.
- 1.4: 중간 화재이며 폭발이나 파편이 남지 않는다: 소비자에게 팔리는 불꽃놀이 제품의 경우 1.4G나 1.4S이다.
- 1.5: 폭발 물질이며 매우 민감하지 않다.
- 1.6: 폭발 물품이며 매우 민감하지 않다.

## 폭발물의 예
- 화약
- 일부의 화합물 (나이트로 글리세린 등)
- 밀봉 상태의 기체와 기체화된 고체/액체 (LPG, 드라이아이스, 가솔린 등)
- 일부 원소 (나트륨, 칼륨, 마그네슘, 인, 우라늄 등)

## 같이 보기
- 폭탄
- 테러리즘
- 핵무기
- TM 31-210 임시 군수품 안내서